# Debbie Halvorson
Deborah L. Halvorson, detta Debbie (Chicago Heights, 1º marzo 1958), è una politica statunitense, ex-rappresentante dello stato dell'Illinois alla Camera dei Rappresentanti.
Durante i due anni al Congresso la Halvorson faceva parte della New Democrat Coalition.